# 태백산맥 (1975년 영화)
태백산맥은 1975년 공개된 대한민국의 영화이다.

## 배역
- 신성일
- 윤정희
- 선우용여
- 김희라
- 신영일
- 김진규
- 윤양하
- 김순철
- 김운하
- 김옥진
- 유지인
- 최남현
- 윤인자
- 김신재
- 이해룡
- 강계식
- 지용남